# Pangrango
Pangrango je dlouhodobě nečinná sopka na západě indonéské Jávy, zhruba 80 km jižně od hlavního města - Jakarty. Hora je součástí řetězce sopek poblíž subdukce (zlomová linie), kde se australská tektonická deska podsouvá pod sundskou. Vrchol vulkánu se nazývá Mandalawangi. S výškou 3 019 m je nejvyšší z dvojice stratovulkánů (Pangrango a  Gede), tvořící společně sopečný komplex.